# Tour de l'île de Zhoushan
Le Tour de l'île de Zhoushan (nom local : Tour of Zhoushan Island) est une course cycliste féminine qui se tient en Chine tous les ans, généralement au mois de mai.
La course figure sur le programme officiel de l'UCI, depuis sa création en 2012. Elle est courue sous forme d'une course à étapes classée en 2.2.
Depuis 2019, la compétition est divisée en deux : une course d'un jour (Tour de l'île de Zhoushan I) et une course à étapes à partir du lendemain (Tour de l'île de Zhoushan II). L'édition 2020 est annulée en raison de la pandémie de maladie à coronavirus.

## Palmarès

### Tour de l'île de Zhoushan I
| Année | Vainqueur       | Deuxième        | Troisième     |
| ----- | --------------- | --------------- | ------------- |
| 2019  | Nguyễn Thị Thật | Arianna Fidanza | Lisa Morzenti |

### Tour de l'île de Zhoushan II
| Année | Vainqueur          | Deuxième             | Troisième              |
| --- | ------------------ | -------------------- | ---------------------- |
| 2012 | Emilie Moberg      | Jutatip Maneephan    | Meng Zhao Juan         |
| 2013 | Giorgia Bronzini   | Elisa Longo Borghini | Cecilie Gotaas Johnsen |
| 2014 | Charlotte Becker   | Marta Tagliaferro    | Aizhan Zhaparova       |
| 2015 | Lauren Kitchen     | Elena Kuchinskaya    | Charlotte Becker       |
| 2016 | Elena Kuchinskaya  | Olga Zabelinskaïa    | Nicole Brändli         |
| 2017 | Charlotte Becker   | Anastasia Iakovenko  | Emilie Moberg          |
| 2018 | Sheyla Gutiérrez   | Charlotte Becker     | Elizaveta Oshurkova    |
| 2019 | Thi Thu Mai Nguyễn | Annamarie Lipp       | Sun Jiajun             |
| '"`UNIQ--templatestyles-00000003-QINU`"'2020 : Course annulée en raison de la pandémie de maladie à coronavirus |                    |                      |                        |